# The Grey Sentinel
The Grey Sentinel è un cortometraggio muto del 1913 diretto da Burton L. King e prodotto da Thomas H. Ince.

## Trama
John Adams, tornato da West Point, si unisce alle forze confederate ma, in realtà, lavora come spia per l'Unione. Quando, dopo una battaglia viene catturato dai confederati, Hal Peters, uno degli ufficiali, si stupisce di vederlo tra i prigionieri. Adams riesce a convincerlo che si era mescolato ai nordisti solo per spiarli e Peters lo fa liberare. Proseguendo nella sua missione di spia, Adams, che ha ingannato anche Grace, la fidanzata, e il padre di lei, Tom Carson, che lavora come guardiano del faro, viene a sapere che al faro sta per attraccare una nave con un carico di armi per i confederati. Gli unionisti, avvisati da Adamss, fanno colare a picco la nave ma il traditore verrà ucciso da Carson, il guardiano del faro. Alla fine della guerra, Grace accoglie Peters, l'ufficiale, al suo ritorno a casa.

## Produzione
Il film fu prodotto da Thomas H. Ince per la Broncho Film Company (New York Motion Picture Company).

## Distribuzione
Distribuito dalla Mutual Film, il film - un cortometraggio in due bobine - uscì nelle sale cinematografiche statunitensi il 9 aprile 1913 con il titolo originale The Grey Sentinel, ma il film è conosciuto anche con il titolo The Gray Sentinel.